# دنی تورس
دنی تورس (اسپانیایی: Dani Torres‎؛ زادهٔ ۱۵ نوامبر ۱۹۸۹) بازیکن فوتبال اهل کلمبیا است که هم‌کنون در سی‌اف اینترسیتی در پست مهاجم بازی می‌کند. 

## ابتدای زندگی
تورس متولد کاکزا، بخش کوندینامارکا، در سال ۲۰۰۵ در سن ۱۵ سالگی به مجموعه جوانان باشگاه فوتبال سانتا فه پیوست.

## تیم ملی
وی همچنین در تیم ملی فوتبال کلمبیا بازی کرده‌است.